# Leger van de Heilige Strijd

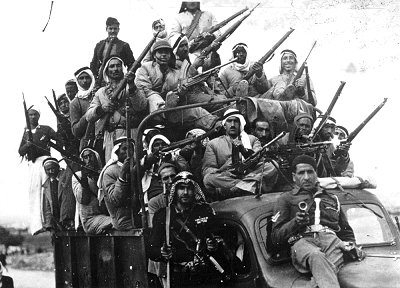
Troepen van het Leger van de Heilige Strijd

Het Leger van de Heilige Strijd (Arabisch: جيش الجهاد المقدس, Jaysh al-Jihad al-Muqaddas) was een Palestijnse militie tijdens de Arabisch-Israëlische Oorlog van 1948. Deze militie stond onder bevel van Abd al-Qader al-Hoesseini en Hasan Salama.
Beiden hadden tijdens de Arabisch-Palestijnse opstand van 1936-1939 in het Mandaatgebied Palestina al gestreden tegen het Britse bestuur en tegen de Jisjoev, de joodse bevolking van Palestina. In die tijd hadden zij de Organisatie van de Heilige Strijd (Munazzamat al-Jihad al-Muqaddas) opgericht. Deze militie was actief in het gebied rond Ramla en Lydda en was in 1938 verantwoordelijk voor een aanslag op de spoorlijn Lydda-Haifa. Aan het eind van de opstand, in oktober 1939, vluchtten zij met de leider van de opstand, moefti Amin al-Hoesseini en andere leden van het Arabisch Hoger Comité via Beiroet en Damascus naar het Iraakse Bagdad.
In Irak kregen de leden van het latere Leger van de Heilige Strijd een militaire opleiding. In april 1941 steunden zij in Irak Rasjid Ali bij zijn pro-Duitse staatsgreep. Na het mislukken van deze staatsgreep ontvluchtten zij Irak. Salama kwam met Amin al-Hoesseini in Nazi-Duitsland terecht. Salama kreeg in Duitsland een militaire training voor de buitenlandse inlichtendienst (Amt VI) van de Sicherheitsdienst. Onder de codenaam Operatie ATLAS werd hij samen met drie etnisch-Duitse en een Palestijn op 6 oktober 1944 gedropt boven Wadi Qelt in Palestina. De actie mislukte, maar Salama wist uit handen van de Britten te blijven. Het doel van de operatie was het leggen van radiocontact tussen Al-Hoesseini, die in Berlijn verbleef, en inwoners van Palestina en de bevoorrading van Palestijnse strijdgroepen met wapens teneinde sabotageacties tegen joodse doelen uit te voeren.
Het Leger van de Heilige Strijd werd in 1947 actief in de burgeroorlog die voorafging aan de Arabisch-Israëlische Oorlog van 1948. Salama had de hand weten te leggen op Duitse wapens die na de opmars van het Afrikakorps in Egypte waren achtergebleven. Met deze wapens trachtte Salama op 8 december 1947 de wijk Hatikva in Tel Aviv aan te vallen. De joodse Hagana had informatie gekregen dat de aanval op handen was en wist de aanval af te slaan. Salama verloor bij deze aanslag ongeveer honderd man. Op 22 januari 1948 kwam Salameh aan in Jaffa met veertig Bosnische strijders, waarschijnlijk veteranen van de SS-divisie die Amin al-Hoesseini in de Tweede Wereldoorlog had ondersteund. In februari werd Salama door het militaire comité van de Arabische Liga overgeplaatst naar Lydda. Een belangrijk deel van Salama's strijdgroep, zo'n 500 man, bestond uit Bosniërs, omdat lokale Palestijnen zich afzijdig hielden van de strijd.
Op 8 april 1948 kwam Abd al-Qader al-Hoesseini om het leven bij gevechten rond de heuvel van Kastal aan de weg van Tel-Aviv naar Jeruzalem. Deze door de Palestijnen verloren slag leidde ertoe dat de Hagana de controle kon verkrijgen over West-Jeruzalem.
Op 30 mei 1948 werd het strategisch gelegen Ras al-Ein door strijders van de joodse strijdgroep Irgoen onder Menachem Begin aangevallen. Salama raakte gewond bij deze gevechten en overleed op 2 juni 1948.